# Khiro River
Khiro River är ett vattendrag i Bangladesh.   Det ligger i provinsen Dhaka, i den centrala delen av landet, 90 km norr om huvudstaden Dhaka.
Trakten runt Khiro River består till största delen av jordbruksmark. Runt Khiro River är det tätbefolkat, med 762 invånare per kvadratkilometer.